# Chiesa di San Michele Arcangelo (Longara)
La chiesa di San Michele Arcangelo è una chiesa sita nel centro dell'abitato di Longara, frazione del comune di Calderara di Reno ed è, nella suddivisione territoriale della chiesa cattolica, collocata nel vicariato di Bologna Ovest, a sua volta parte dell'arcidiocesi di Bologna, ed è sede parrocchiale.
Citata fin dal XIII secolo l'edificio originale, con abside orientata a est, venne più volte ampliato e impreziosito nei secoli successivi.